# Omri
Omri (Hebreeuws: עָמְרִי, ‘Omrī; Akkadisch: 𒄷𒌝𒊑𒄿, Ḫûmrî) was in de 9e eeuw v.Chr. koning van het Koninkrijk Israël en de vader van Achab. Omri was aanvankelijk commandant van het Israëlitische leger tijdens de heerschappij van Ela tot aan diens dood.

## Afstamming en naam
De Hebreeuwse Bijbel zegt niets over de afstamming van Omri. Hij wordt beschreven als de bouwer van Samaria, waarvan hij zijn hoofdstad maakte. Later woonden daar de Samaritanen, de aartsvijanden van de Israëlieten. Daarnaast zegt de Hebreeuwse Bijbel heel weinig over zijn daden, maar wordt hij wel beschreven als koning die meer slechte dingen deed dan enige koning voor hem (1 Koningen 16:25). De alternatieve, moderne Lemche-Thompson hypothese is dat hij, als stichter van het Huis van Omri (een Israëlitisch koninklijk huis), de eerste staat vormde in het land van Israël, en dat het koninkrijk Juda pas later een staat vormde.
Ook de naam 'Omri' zelf is raadselachtig voor onderzoekers. De etymologie is onduidelijk en er zijn theorieën dat de naam stamt uit diverse Semitische talen, zoals Amoritisch, Arabisch of Hebreeuws. In de Hebreeuwse Bijbel komt de naam drie keer voor als verwijzing naar iemand anders dan deze koning (1 Kronieken 7:8, 9:4, 27:18), allen uit het koninkrijk Israël, wat een aanwijzing kan zijn voor de herkomst van de naam. Het feit dat hij zijn landgoed vestigde op de Vlakte van Jizreël kan een aanwijzing zijn dat hij lid was van de stam Issachar, maar dit is niet bewezen.
Als zijn naam een Hebreeuwse oorsprong had, zijn er verschillende mogelijkheden voor de etymologie. Soms wordt gedacht dat het is afgeleid van het woord voor "tarweschoof" en zou de daarvan afgeleide betekenis 'Knecht van de Heer', 'De Heer verdeelt' of 'De Heer is mijn leven' zijn. Een andere hypothese is dat het een koosnaam is van zijn persoonsnaam עָמְרִיָּה, ‘Omrīyyā, "knecht van Jah", "leerling van Jah" en zou zijn afgeleid van het werkwoord עָמַר, ‘āmar, "binden", "verzamelen".

## Koningschap
Toen Zimri Ela vermoordde en zichzelf tot koning uitriep, riep het leger te Gibbeton Omri uit tot koning. Hij leidde het leger naar het koninklijk paleis in Tirza waar Zimri, die inzag dat verzet zinloos was, het paleis in brand stak en stierf (1 Koningen 16:15-19). Na de dood van Zimri gaf "de helft van het volk" zijn steun aan de pretendent Tibni. En het duurde enkele jaren voordat Omri erin slaagde Tibni te verslaan.

### Israël

De Israëlische regio in de 9e eeuw v.Chr.: donkerblauw de Fenicische stadstaten, donkergroen het koninkrijk Israël, lichtgroen het koninkrijk Juda, grijs de Filistijnse stadstaten en geel het koninkrijk Edom.

Omri werd geconfronteerd met een netwerk van religieuze belangen dat zich van over de zuidgrens uitspreidde met zijn hoofdzetel in de jahwistisch geworden Joodse tempel in Jeruzalem, die het twistpunt van voor de scheiding was geweest. De invloed van de Levieten was aanzienlijk want zij hadden van in het begin hun stempel op de politieke en ook militaire situatie gedrukt en gingen daar ook mee door. Zij waren het die middels hun profeten bepaalden wie de wereldlijke macht kreeg en op welke voorwaarden hij die kon uitoefenen.
Om de religie buiten de macht van de priesters te houden had Omri een drietal belangrijke maatregelen voorzien. Ten eerste werd het bouwen van altaren op hoge plaatsen, en van tempels volgens de oude cultus, uitdrukkelijk weer toegelaten en zelfs aangemoedigd. Priesters werden vervolgens ook buiten de familie van de Levieten aangeduid, die tot dan zichzelf een erfrecht op deze functies hadden weten te bezorgen. En ten slotte werden ook nog tempels voor de Kanaänitische god Baäl bijgebouwd. Het waren drie maatregelen die als zeer negatief werden beoordeeld binnen het koninkrijk Juda, met name bij monde van de profeten. Geen enkele van deze maatregelen was echter nieuw, want ze waren al in zekere mate van toepassing geweest tijdens Jerobeam I.
Omri bleek op alle gebied een goed strateeg te zijn, zodat hij stevig genoeg in het zadel zat om het koninkrijk Israël bij zijn dood aan zijn zoon Achab na te laten. Hiermee slaagde hij erin een dynastie te vestigen, die het 'Huis van Omri' of 'Omriden' wordt genoemd. Zijn nakomelingen heersten de volgende veertig jaar over Israël en kort over Juda.

### Buitenlandpolitiek
Omri stabiliseerde ook zijn politieke grenzen en herstelde de betrekkingen met het politieke Jeruzalem door het uithuwelijken van zijn kleindochter Atalia aan de koning van Juda in het zuiden. Hij regelde ook een huwelijk van zijn zoon Achab met Izebel van Tyrus, waarmee hij een belangrijke handelsovereenkomst verzegelde met Fenicië in het noorden. Om de belangrijke handelsweg dwars door het huidige Jordanië te beheersen, een oeroude karavaanroute, die de Koninklijke Weg genoemd werd, te beheersen, onderwierp Omri  het koninkrijk Moab.

## Niet-bijbelse bronnen

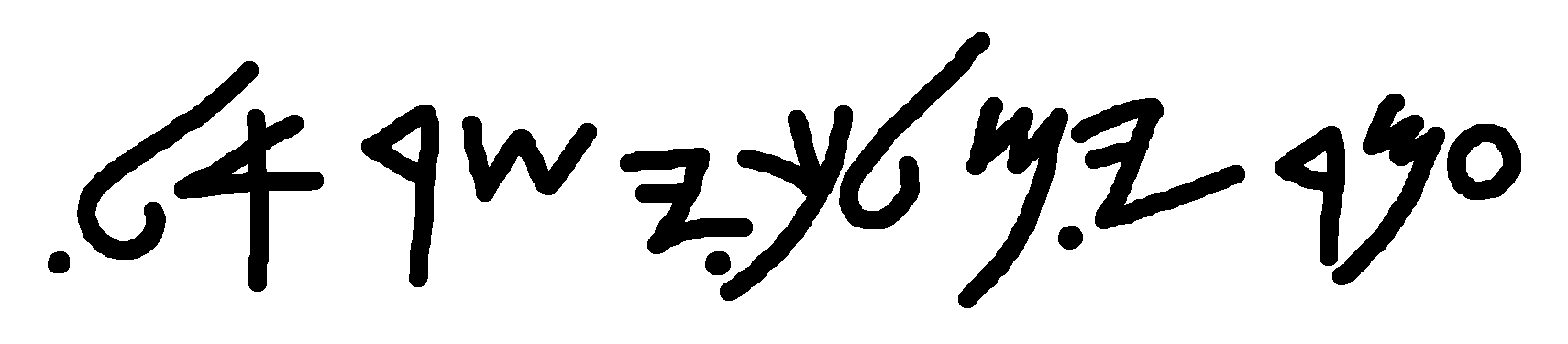
De vermelding Omri koning van Israël op de stèle van de Moabitische koning Mesa.

Omri is de eerste koning van zowel Israël als Juda die ook in documenten van andere staten genoemd wordt. Op de stele van Mesha, een gedenksteen van de koning Mesha van Moab, die herinnert aan zijn strijd tegen Israël, meer bepaald tegen Achab, zoon van Omri, wordt deze koning eveneens vernoemd. De stele is gemaakt in 830 v.Chr., maar herinnert aan feiten van enkele decennia eerder. Het is een grote plaat van basalt, later in drie stukken teruggevonden, en nu bewaard in het Louvre:
Omri was de koning van Israël en hij onderdrukte Moab lange tijd, want Kemoš was boos op zijn land. En zijn zoon volgde hem op, en hij zei - ook hij - "Ik zal Moab onderdrukken!" Dit deed hij in mijn dagen, maar ik keek neer op hem en zijn huis, en Israël is een puinhoop geworden, ja, het is voor altijd een puinhoop!— Stele van Mesha 3
Binnen de assyriologie zijn onafhankelijke bronnen van tijdgenoten aangetroffen waarin de namen van koningen als Omri, Achab, Jehu in de Assyrische bronteksten voorkomen. Los van gebruikelijke partizaanse vertekeningen (overdrijvingen en weglatingen) sluiten de verslagen wederzijds op elkaar aan. In Assyrische inscripties wordt Israël nog lang na zijn dood "Land van Omri" genoemd.